# پولی نا کاریکا
پولی نا کاریکا (اوکراینی: Поліна Каріка؛ زادهٔ ۲۵ ژوئن ۲۰۰۵) ژیمناست ریتمیک اهل اوکراین است.